# Iganga (district)
Le district d'Iganga est un district d'Ouganda. Sa capitale est Iganga.